# Fiat 127
Fiat 127 byl automobil vyráběný italskou automobilkou Fiat mezi lety 1971 až 1983. Byl představen jako náhrada Fiatu 850 a jeho produkce v Evropě skončila v roce 1983, kdy byl nahrazen Fiatem Uno.

## Přehled
Fiat 127 si záhy po uvedení získal oblibu veřejnosti, zařadil se mezi deset nejvíce vyráběných osobních automobilů na světě a v Evropě dokonce získal titul Auto roku 1972. Ročně se vyrobilo zhruba 310 000 kusů. Na svou dobu byl Fiat 127 velmi moderní, dodával se ve dvoudveřovém a později třídveřovém provedení. Automobil poháněl velmi novodobý čtyřválcový, kapalinou chlazený motor o obsahu 903 cm³, který poháněl přední kola vozu. Fiat 127 dokázal ve své nejvýkonnější verzi vyvinout rychlost až na hranici 180 km/h. Celkem se jen v Itálii vyrobilo 3 779 086 kusů. Kromě Itálie se 127 vyráběl pod označením SEAT 127 ve Španělsku (vedle dvou- a třídveřové verze se zde vyráběla i čtyřdveřová), dále v Latinské Americe, tam se výroba udržela až do roku 1995.

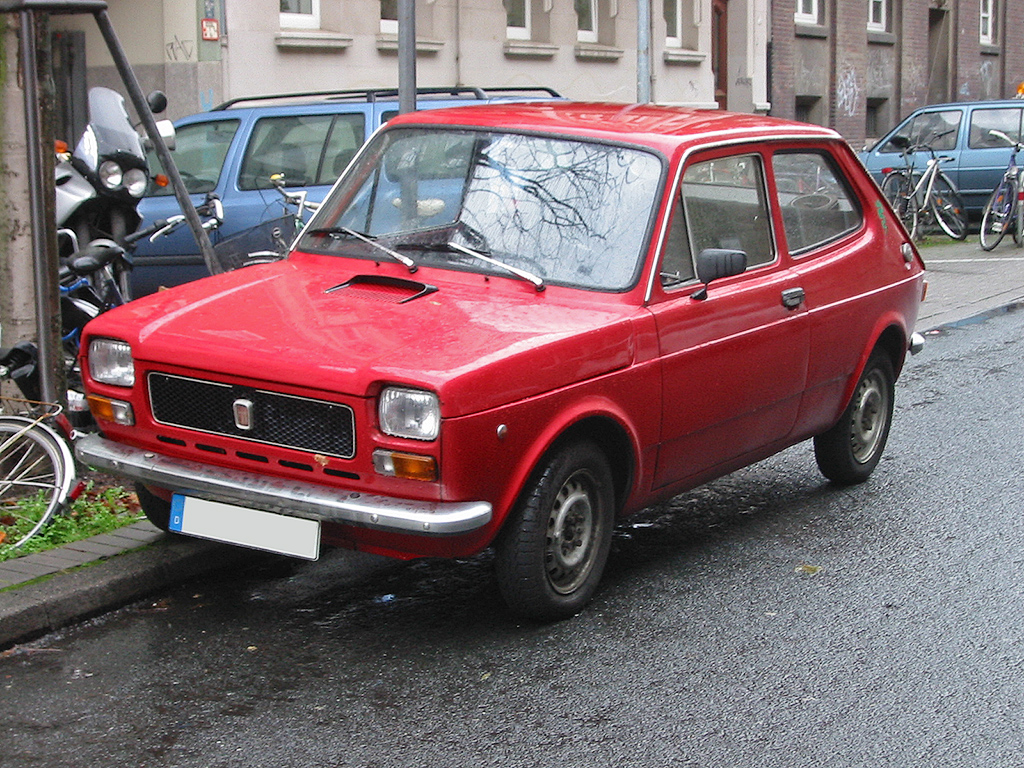
První generace (1971–1977)
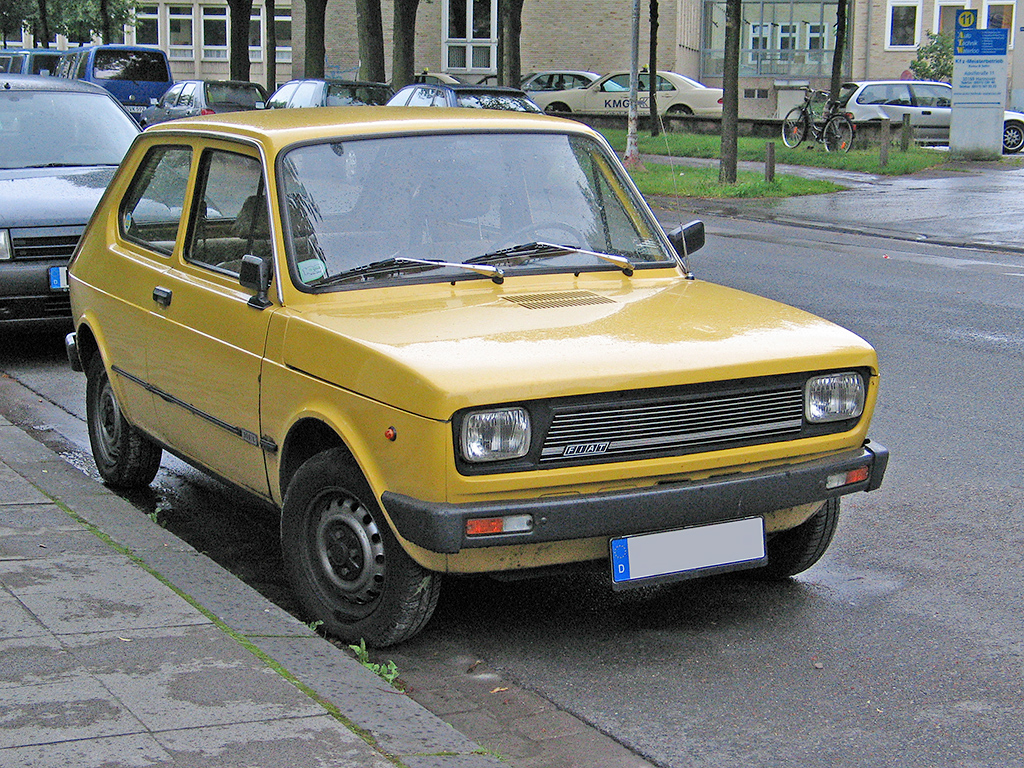
Druhá generace (1977–1981)
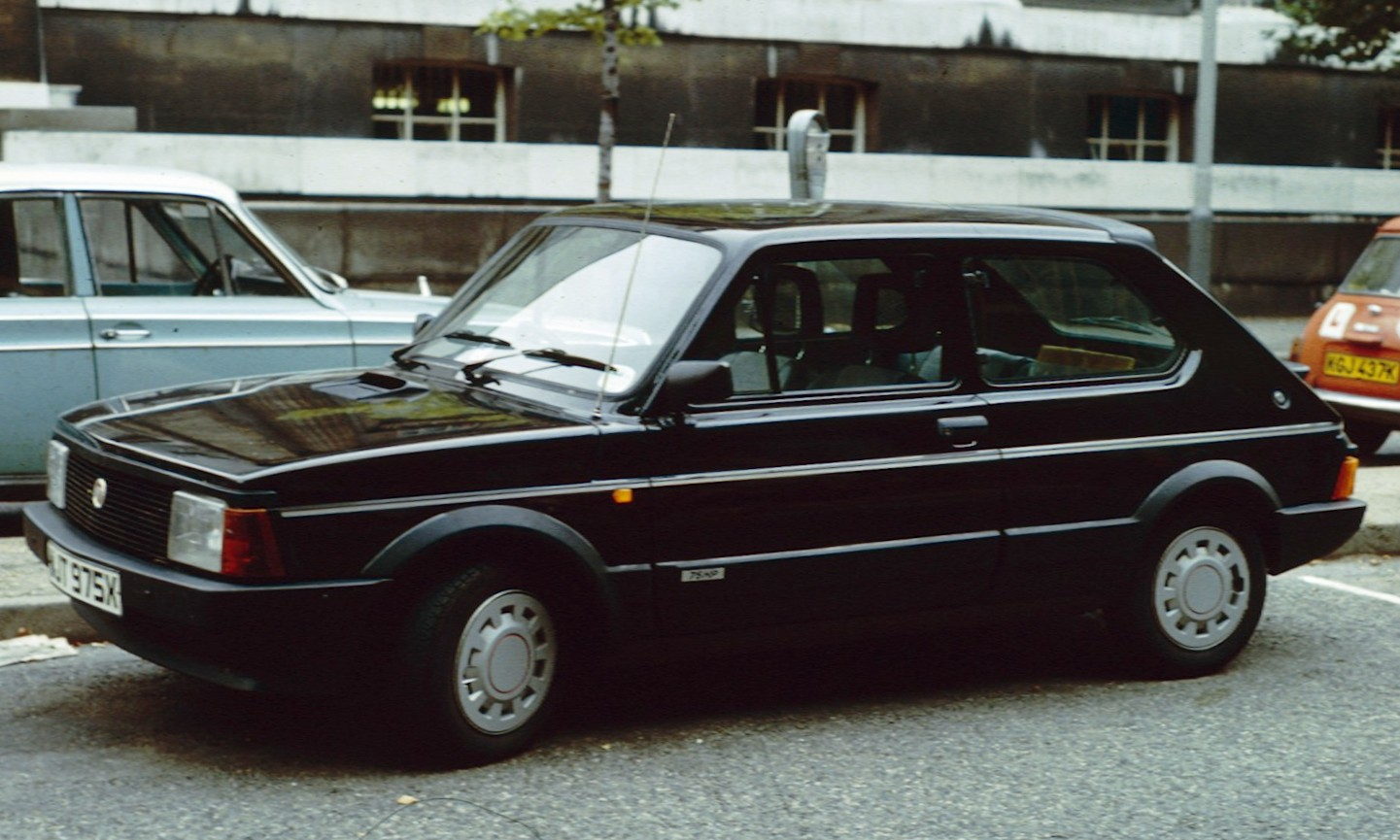
Třetí generace (1982–1983)